# جاي غارنر
جاي مونتغمري غارنر (بالإنجليزية: Jay Montgomery Garner)(من مواليد 15 أبريل 1938)، هو فريق متقاعد في الجيش الأمريكي. في عام 2003، عُيّن مديرًا لمكتب إعادة الإعمار والمساعدات الإنسانية للعراق عقب غزو العراق عام 2003، مما جعله فعليًا خليفة صدام حسين كحاكم أمر واقع للعراق في تلك الفترة.
لاحقًا، تم استبداله بالسفير بول بريمر، الذي تولّى رئاسة الهيئة التي خلفت مكتب غارنر، وهي سلطة الائتلاف المؤقتة.

## النشأة
وُلد غارنر في مدينة أركاديا بولاية فلوريدا، وخدم لفترة في سلاح مشاة البحرية الأمريكية قبل أن يلتحق بجامعة ولاية فلوريدا، حيث حصل على درجة البكالوريوس في التاريخ عام 1962. كما يحمل درجة الماجستير في الإدارة العامة من جامعة شيبنسبرغ الحكومية.

## الخدمة العسكرية
ترقى إلى رتبة ملازم ثانٍ في الجيش عام 1962، خدم غارنر في فيتنام مرتين، وقاد لاحقًا وحدتين للدفاع الجوي في ألمانيا. كما شغل منصب نائب القائد العام في قاعدة فورت بليس بولاية تكساس. ساهم غارنر في تطوير نظام صواريخ باتريوت، وقاد بطاريات صاروخية خلال حرب الخليج. وبعد الحرب، أوكلت إليه مهمة تأمين المناطق الكردية في شمال العراق.
لاحقًا، عُيِّن قائدًا لقيادة الفضاء والدفاع الاستراتيجي في الجيش الأمريكي، حيث عمل بشكل رئيسي في برنامج "مبادرة الدفاع الاستراتيجي" (المعروف إعلاميًا بـ"حرب النجوم") الذي أطلقه الرئيس رونالد ريغان. اختتم مسيرته العسكرية في منصب مساعد نائب رئيس أركان الجيش، وتقاعد عام 1997 برتبة فريق.
بعد تقاعده من الجيش، أصبح غارنر رئيسًا لشركة SYColeman، وهي شركة مقاولات دفاعية متخصصة في تصميم أنظمة الاتصالات وتوجيه الصواريخ المستخدمة في صواريخ باتريوت وآرو. تم الاستحواذ على الشركة لاحقًا من قِبل شركة إل٣ تكنولوجيز، حيث استمر غارنر في العمل لمدة عامين قبل أن يتقاعد نهائيًا.
شارك غارنر أيضًا في لجنة رئاسية متخصصة في تهديدات الفضاء والصواريخ، ترأسها دونالد رامسفيلد، كما عمل بشكل وثيق مع الجيش الإسرائيلي.

## في العراق 2003
في عام 2003، اختير غارنر لقيادة جهود إعادة الإعمار في العراق بعد الحرب، إلى جانب ثلاثة نواب، من بينهم اللواء البريطاني تيم كروس. اعتُبر غارنر خياراً طبيعياً من قبل إدارة بوش نظراً لدوره السابق المماثل في الشمال. كان على الجنرال غارنر وضع وتنفيذ خطط لمساعدة العراقيين في تطوير الحكم وإعادة إعمار البلاد بعد الإطاحة بنظام صدام حسين.
بعد هزيمة نظام صدام حسين في بغداد، انتشرت أعمال السلب والنهب والهياج والفوضى العامة في جميع أنحاء العراق. وتعرضت بعض أهم المعالم الأثرية، مثل المتحف الوطني العراقي، للهجوم. وعلاوة على ذلك، كانت البنية التحتية للبلد في حالة خراب، واقتحمت الوزارات ودمرت السجلات الحكومية. وأصبح الوضع في العراق فوضويًا وفوضويًا. وكانت الوزارة الوحيدة المحمية من قبل قوات الاحتلال هي وزارة النفط. وبالإضافة إلى ذلك، عاد إلى العراق العديد من القادة المنفيين من إيران وبعض القادة المغتربين إلى العراق. اختارت إدارة بوش الفريق جاي غارنر لقيادة سلطة التحالف المؤقتة (على شكل حكومة وسيطة) في محاولة لتخليص العراق من الفوضى والغوغاء التي عمت المنطقة. كانت خطة غارنر تقضي باختيار مسؤولين حكوميين من النظام العراقي السابق للمساعدة في قيادة البلاد.
بدأ غارنر جهود إعادة الإعمار في شهر مارس/آذار 2003 بخطط تهدف إلى أن يجري العراقيون الانتخابات في غضون 90 يوماً وأن تسحب الولايات المتحدة قواتها بسرعة من المدن إلى قاعدة صحراوية. وتمت استشارة جلال طالباني، أحد أعضاء فريق عمل جاي غارنر في الكويت قبل الحرب، في عدة مناسبات لمساعدة الولايات المتحدة في اختيار حكومة عراقية ليبرالية؛ لتكون أول حكومة ليبرالية في العراق. في مقابلة مع مجلة التايم، ذكر غارنر أنه "كما هو الحال في أي نظام شمولي، كان هناك العديد من الأشخاص من حزب البعث الذين كانوا بحاجة إلى الانضمام من أجل التقدم في حياتهم المهنية. ليست لدينا مشكلة مع معظمهم. لكن لدينا مشكلة مع أولئك الذين كانوا جزءًا من آلية البلطجة في عهد صدام حسين. وبمجرد أن تحدد الولايات المتحدة من هم في المجموعة الثانية، سنتخلص منهم".
في 15 أبريل/نيسان 2003، دعا الجنرال غارنر إلى عقد مؤتمر في مدينة الناصرية، حيث ناقش غارنر مع مائة عراقي مستقبل العراق. ودعا غارنر إلى اجتماع متابعة في 28 نيسان/أبريل 2003.
ولقد حضر هذا الاجتماع 250 عراقيًا، واختارت إدارة جارنر خمسة من هؤلاء العراقيين ليكونوا القادة الأساسيين للحكومة العراقية الجديدة: حيث جرى تعيين مسعود البرزاني رئيسًا للحزب الديمقراطي الكردستاني، والطالباني رئيسًا للاتحاد الوطني الكردستاني المنافس، وعبد العزيز الحكيم زعيمًا للتجمع الأعلى للثورة الإسلامية في العراق، وأحمد الجلبي ممثلًا للمؤتمر الوطني العراقي، وإياد علاوي زعيمًا للوفاق الوطني العراقي. أثار اختيار غارنر ضجة كبيرة بين العديد من العراقيين. وعلى الرغم من أن كثيراً منهم كانوا منفتحين على التغيير الذي جلبه غارنر والولايات المتحدة إلى العراق، إلا أن هنالك آخرين كانوا مستائين. شعر العراقيون ذوو الخلفية الشيعية بأنهم غير ممثلين تمثيلاً كافياً في اختيار غارنر للحكومة. كان ثلاثة من المسؤولين الخمسة الذين جرى تعيينهم كأعضاء رئيسيين في الحكومة العراقية الجديدة من خلفية إسلامية سنية، وكان أحد المسؤولين الخمسة من خلفية سنية شيعية مختلطة، وكان مسؤول واحد فقط من خلفية شيعية خالصة. وقد شعر الشيعة بأنهم مهملون وممثلون تمثيلاً ناقصًا، نظرًا لأنهم يشكلون أكثر من 60% من سكان العراق. علاوة على ذلك، شعر العديد من العراقيين أن هذه الحكومة الجديدة لم تنتخب بطريقة ديمقراطية، كما وعدت الولايات المتحدة.
وبمجرد اختيار القادة، بدأت خطة لإجراء انتخابات في العراق، حيث سينتخب الأعضاء في 6 أيار/مايو 2003، وتنتهي في 14 تشرين الثاني/نوفمبر 2003، ويحل محل الجنرال غارنر سفير أمريكي جديد في العراق هو بول بريمر الذي تولى منصبه كرئيس لسلطة الائتلاف المؤقتة. وبعد إقالة غارنر، كان من المقرر أن تتولى حكومة عراقية السلطة في حزيران/يونيو 2004. وتم تعيين إياد علاوي لقيادة السلطة العراقية المؤقتة. كان علاوي بعثيًا سابقًا من أصل شيعي. وكان علاوي يتمتع بالعديد من المؤهلات السياسية، بما في ذلك خبرة سابقة في العمل مع وكالة المخابرات المركزية الأمريكية.
عندما استبدل غارنر في منصبه ببول بريمر في 11 مايو 2003، كان هناك قدر كبير من التكهنات حول سبب استبداله فجأة. وقد أشير إلى أن غارنر نُحِّيَ جانباً لأنه لم يتفق مع سياسة البيت الأبيض حول من يجب أن يقرر كيفية إعادة إعمار العراق. فقد كان يريد إجراء انتخابات مبكرة - بعد 90 يوماً من سقوط بغداد - وأن تقرر الحكومة الجديدة كيفية إدارة البلاد وما يجب فعله بأصولها. وقال غارنر: "لا أعتقد أن العراقيين بحاجة إلى السير وفق الخطة الأمريكية، أعتقد أن ما نحتاج إلى القيام به هو تشكيل حكومة عراقية تمثل إرادة الشعب المنتخبة بحرية. إنها بلدهم... ونفطهم." وقد عاتب بعض الخبراء غارنر على إعطاء الأولوية للانتخابات على تحسين وخصخصة الاقتصاد العراقي.
وقد أُجريت مقابلة مع غارنر في فيلم "لا نهاية في الأفق"، وهو فيلم وثائقي صدر عام 2007، والفيلم ينتقد بشدة طريقة التعامل مع غزو العراق عام 2003.

## روابط خارجية
- جاي غارنر على موقع مونزينجر (الألمانية)
- جاي غارنر على موقع إن إن دي بي (الإنجليزية)